# Arteria communicans anterior
De arteria communicans anterior of voorste verbindingsslagader is een slagader in de cirkel van Willis die de linker arteria cerebri anterior verbindt met de rechter arteria cerebri anterior.

## Pathologie
Aneurysmata van de arteria communicans anterior zijn de meest voorkomende aneurysmata in de cirkel van Willis. Dergelijke aneurysmata kunnen leiden tot gezichtsvelduitval zoals bitemporale hemianopsie, psychopathologie en pathologie betreffende de functies van de frontale kwab.